# Минино (Шатурский район)
Минино — деревня в Шатурском муниципальном районе Московской области. Входит в состав Кривандинского сельского поселения. Население — 53 чел. (2013).

## Расположение
Деревня Минино расположена в западной части Шатурского района, расстояние до МКАД порядка 131 км. Высота над уровнем моря 138 м.

## Название
В письменных источниках деревня упоминается как Минино.
Название связано с календарным личным именем Мина или фамилией Минин.

## История
Перед отменой крепостного права владельцем деревни был помещик Готовицкий.
После отмены крепостного права деревня вошла в состав Семёновской волости.
После Октябрьской революции 1917 года был образован Мининский сельсовет в составе Лузгаринской волости Егорьевского уезда Рязанской губернии. В сельсовет входила деревня Минино.
В 1925 году Мининский сельсовет был упразднён, а деревня Минино передана Семёновскому сельсовету, однако уже в 1926 году Мининский сельсовет был вновь восстановлен. В ходе реформы административно-территориального деления СССР в 1929 году Мининский сельсовет был упразднён, а деревня Минино была передана Семёновскому сельсовету, который вошёл в состав Шатурского района Орехово-Зуевского округа Московской области.
В 1977 году Семёновский сельсовет был упразднён, а деревня Минино вошла в состав Лузгаринского сельсовета.

## Население
| 1859 | 1868 | 1885 | 1905 | 1926 | 1931 |
| ---- | ---- | ---- | ---- | ---- | ---- |
| 171  | ↗181 | ↗271 | ↗347 | ↘321 | ↗584 |
| 1970 | 1993 | 2002 | 2006 | 2010 | 2011 |
| ↘100 | ↘32  | ↘20  | ↗46  | ↘32  | ↗44  |
| 2013 |      |      |      |      |      |
| ↗53  |      |      |      |      |      |

## Галерея
- Дорожный указатель на деревню
- Остановка Минино
- Минино
- Мемориал
- Таксофон в деревне